# Raphaël Clamour
Raphaël Clamour, né le 3 septembre 1885 dans le 19e arrondissement de Paris et mort le 12 août 1943 à son domicile du 15 rue Morère dans le 14e arrondissement, est un artiste dramatique de renom entre les deux guerres et l'un des premiers réalisateurs du cinéma muet. 
Il est aussi connu pour avoir, avec la coopérative anarchiste qu'il aide à fonder, Le Cinéma du Peuple, réalisé le premier film féministe de l'histoire, Les Misères de l'aiguille (1914).

## Biographie
Raphael Clamour est né le 3 septembre 1885 dans le 19e arrondissement de Paris. D’abord comédien au Théâtre du Châtelet et à l’Odéon, il crée en 1910 la Comédie Mondaine. Il a également joué à Saint-Petersbourg au théâtre Michel ainsi qu'à Istanbul et à Izmir.
Passionné par le cinéma, Il assure la direction artistique du Cinéma du Peuple et dirige notamment l’actrice Musidora et l'acteur Armand Guerra dans le film Les Misères de l'aiguille qu'il réalise en 1913 et sorti en salles en 1914 . Les Misères de l'aiguille peut être considéré comme le premier film féministe , sorti huit ans avant La Souriante Madame Beaudet de la réalisatrice Germaine Dulac. C'est également la première apparition au cinéma de Musidora .
ll épouse Anne Massis (1887-1965) qui était l'une de ses partenaires de théâtre, le 1er avril 1913.
Après la Première Guerre mondiale ou il est mobilisé ; il fonde la Comédie de Paris puis se consacre à la mise en scène et à la direction de ses salles de spectacle.
Il meurt  le 12 août 1943 à son domicile du 15 rue Morère dans le 14e arrondissement. Il est inhumé au cimetière de Montrouge dans le caveau familial.

## Distinctions
- Croix de guerre 1914–1918, étoile de bronze Citation du 19 avril 1916
- Médaille commémorative de la bataille de Verdun